# Miloš Veličković
Miloš Veličković (serbisch-kyrillisch Милош Величковић; * 21. Dezember 1987) ist ein serbischer Radrennfahrer.
Miloš Veličković konnte sich im Jahr 2005 bei den serbisch-montenegrinischen Meisterschaften der Junioren sowohl im Straßenrennen als auch im Einzelzeitfahren als Zweiter platzieren sowie das Eintagesrennen Trofej Sajamskih Gradova III gewinnen, woraufhin ihn das serbische Continental Team Endeka für die Saison 2006 unter Vertrag nahm, in der er serbischer Meister im Straßenrennen der Altersklasse U23 werden konnte. Im Jahr 2007, als er eine Saison bei den Amateuren fuhr, entschied er unter anderem das Memorial Milana Milićevića für sich.
2008 fuhr Veličković für das serbische Continental Team Centri della Calzatura-Partizan, für das er bislang die Sprintwertung der Tour of Chalkidiki gewinnen konnte.

## Erfolge
2005
- Trofej Sajamskih Gradova III (Junioren)

2006
- Serbischer Meister – Straßenrennen (U23)

2007
- Memorial Milana Milićevića (U23)

2008
- Sprintwertung Tour of Chalkidiki

## Palmarès
- 2006 Team Endeka
- 2008 Centri della Calzatura-Partizan